# Amarok (gruppo musicale spagnolo)
Gli Amarok (lupo in lingua inuit) sono un gruppo rock progressivo spagnolo.
Il progetto nasce nel 1990 ad opera di Robert Santamaria (compositore e polistrumentista) e Lidia Cerón (cantante).

## Formazione
Il gruppo è formato da: 
- Renato Di Prinzio, batteria
- Mireia Sisquella, sax soprano e alto saxophone, tastiere
- Robert Santamaria, tastiere, chitarra a 12
- Marta Segura, voce e percussioni
- Alán Chehab, basso
- Manel Mayol, flauto, voce, percussioni e didjeridoo

## Discografia
- 1991 - Micracions
- 1994 - Els nostres petits amics
- 1995 - Canciones de los mundos perdidos
- 1998 - Gibra'ara
- 2000 - Tierra de especias
- 2002 - Mujer Luna
- 2004 - Quentadharkën
- 2007 - Midnight sun